# Bazarella atra
Bazarella atra és una espècie d'insecte dípter pertanyent a la família dels psicòdids que es troba a Europa (França i Espanya) i l'Àfrica del Nord (el Marroc i Algèria).